# Rogoźno (stad)
Rogoźno (rɔˈgɔʑnɔ, in het Duits ook wel Rogasen) is een stad in het Poolse woiwodschap Groot-Polen, gelegen in de powiat Obornicki. De oppervlakte bedraagt 11,24 km², het inwonertal 11 129 (2005). Rogoźno ligt zo'n 30 kilometer ten noorden van Poznan.

## Geschiedenis
Rogoźno verwierf bekendheid doordat op 8 februari 1296 in deze stad de toenmalige koning van Polen, Przemysł II, werd vermoord. De rest van de geschiedenis bleef Rogoźno een klein regionaal centrum. De stad had lang een multicultureel karakter: katholieken, protestanten en joden leefden naast elkaar. Na de oorlog werd het een echte Poolse stad met een overwegend katholieke bevolking.

## Stadsbeeld

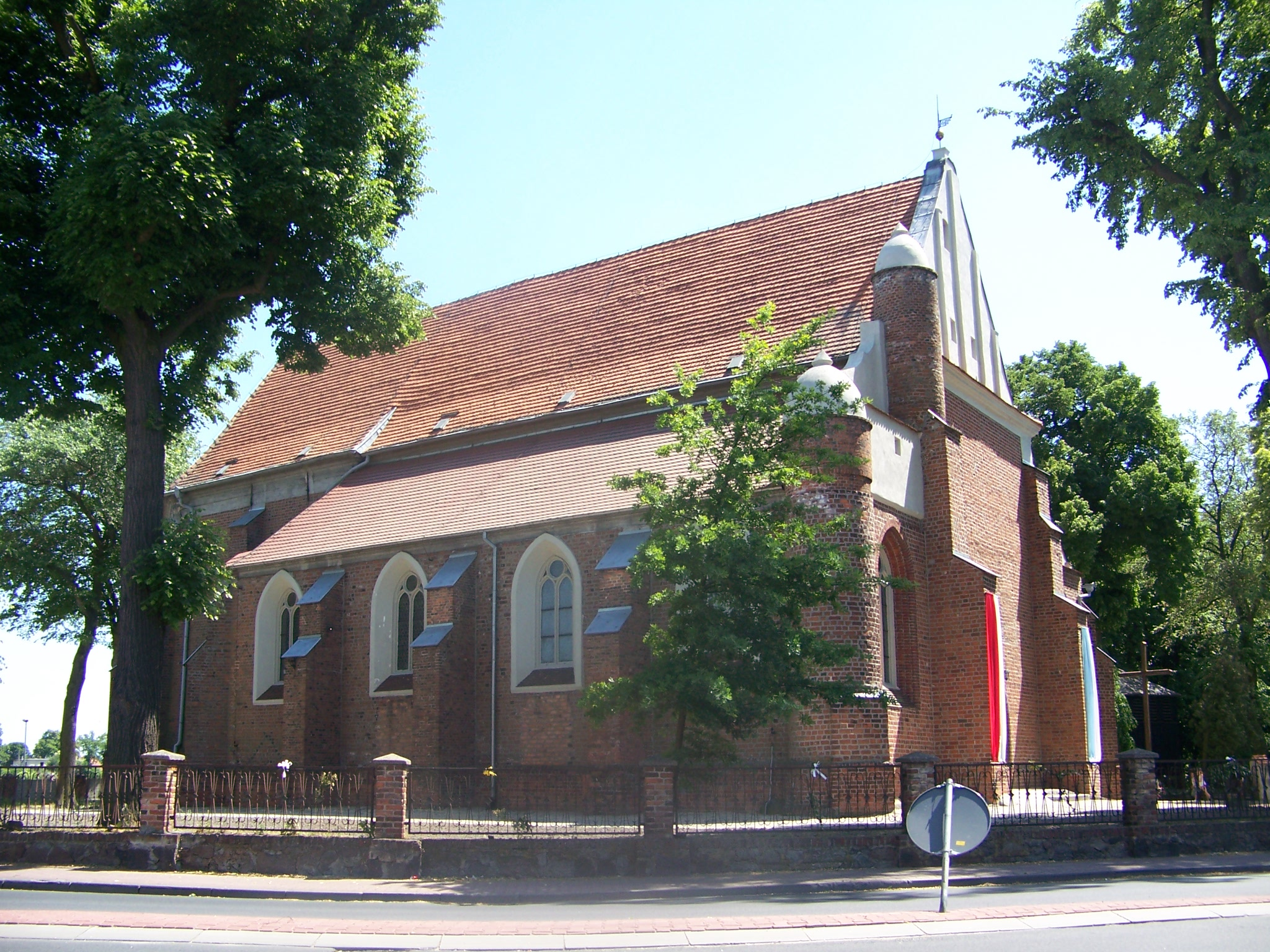
De Sint-Vituskerk

Rogoźno heeft een klein historisch centrum dat is gelegen aan een meer. Het oudste gebouw is de Sint-Vituskerk, een forse zaalkerk in baksteengotiek, zonder toren. Andere bezienswaardigheden zijn het stadhuis, de 19e-eeuwse Heilige Geestkerk en het gebouw van het Liceum Ogólnokształcące im. Przemysła II, een van de oudste schoolgebouwen in de streek (1869). Ook het oude joodse kerkhof wordt tegenwoordig wel door toeristen bezocht.

## Partnergemeenten
- Czorsztyn (Polen)
- Genemuiden (Nederland)
- Marijampolė (Litouwen)
- Sorø (Denemarken)
- Tulchyn (Oekraïne)